# Etiopien vid världsmästerskapen i simsport 2024
Etiopien tävlade vid världsmästerskapen i simsport 2024 i Doha i Qatar mellan den 2 och 18 februari 2024. Etiopien hade en trupp på två idrottare, en av vardera kön.

## Tävlande per sport
Följande är en lista över antalet tävlande per sport.
| Sport   | Herrar | Damer | Totalt |
| ------- | ------ | ----- | ------ |
| Simning | 1      | 1     | 2      |
| Totalt  | 1      | 1     | 2      |

## Simning
Herrar
| Idrottare       | Gren           | Heat  | Heat      | Semifinal        | Semifinal        | Final            | Final            |
| Idrottare       | Gren           | Tid   | Placering | Tid              | Placering        | Tid              | Placering        |
| --------------- | -------------- | ----- | --------- | ---------------- | ---------------- | ---------------- | ---------------- |
| Bereket Girkebo | 50 m frisim    | 28,17 | 109       | Gick inte vidare | Gick inte vidare | Gick inte vidare | Gick inte vidare |
| Bereket Girkebo | 50 m fjärilsim | 30,26 | 63        | Gick inte vidare | Gick inte vidare | Gick inte vidare | Gick inte vidare |

Damer
| Idrottare | Gren           | Heat  | Heat      | Semifinal        | Semifinal        | Final            | Final            |
| Idrottare | Gren           | Tid   | Placering | Tid              | Placering        | Tid              | Placering        |
| --------- | -------------- | ----- | --------- | ---------------- | ---------------- | ---------------- | ---------------- |
| Lina Selo | 50 m frisim    | 32,62 | 100       | Gick inte vidare | Gick inte vidare | Gick inte vidare | Gick inte vidare |
| Lina Selo | 50 m fjärilsim | 36,34 | 56        | Gick inte vidare | Gick inte vidare | Gick inte vidare | Gick inte vidare |